# Аракелян Арарат Амбарцумович
Арара́т Аракеля́н (вірм. Արարատ Առաքելյան; нар. 1 лютого 1984, Єреван) — вірменський футболіст, захисник клубу «Алашкерт».
Насамперед відомий виступами за клуби «Бананц», «Металург» (Донецьк), а також національну збірну Вірменії.

## Клубна кар'єра
Вихованець футбольної школи клубу «Малатія». За клуб «Малатія» виступав у 2001 році в чемпіонаті Першої ліги. Після закінчення першості клуб було розформовано, а Аракеляна запросили до Прем'єр-ліги у клуб «Бананц». У складі «Бананца» Арарат тричі ставав срібним призером та володарем Кубка Вірменії.
У 2007 році, після завоювання кубка і срібла чемпіонату Аракеляну надійшла пропозиція підписати контракт з донецьким «Металургом». Крім цього запрошення, були запропоновані контракти з Німеччини і Бельгії, але на початку 2008 року Арарат офіційно став гравцем «Металурга». За два роки проведені в Донецьку, він так і не закріпився в складі команди. Переважно виходив на заміну в кінцівках матчів.
На початку 2010 року Аракелян повернувся в «Бананц», де провів наступні півтора року, після чого влітку 2011 року приєднався до іранської команди «Мес» (Керман), де провів один сезон, після чого знову повернувся в «Бананц».
Влітку 2013 року Арарат став гравцем «Гандзасара», проте вже в кінці року перейшов у «Алашкерт».

## Виступи за збірну
У 2005 році дебютував в офіційних матчах у складі національної збірної Вірменії. Всього провів у формі головної команди країни 33 матчі, забивши 2 голи.

## Титули і досягнення
- Чемпіон Вірменії (2):

«Алашкерт»: 2015-16, 2016-17
- Володар Кубка Вірменії (1):

«Бананц»: 2007
- Володар Суперкубка Вірменії (1):

«Алашкерт»: 2016